# Champotón
Champotón é um município do estado de Campeche (México), com cerca de 30 000 h.. dos quais 7000 na cidade, situada na Baía de Mala Pelea. Alberga as ruínas da cidade tolteca de Potonchán.